# C21
C21はサイバーステップ運営のコミカルなロボットが特徴的なオンラインアクションRPG。2006年3月より正式サービスが行われている。2007年2月に名称がロボ聖紀C21に変更され、同時にハンゲームでもサービスが開始された。
2009年4月には名称が鋼鉄戦記C21と改められ、公式サイトもリニューアルされた。

## 概要
このゲームは「基本プレイ無料・アイテム課金」であり、リアルマネーはMt（メタル）と呼ばれる特殊な通貨に交換し使用される。レートは￥500=50Mtとなっているが大量に交換すると割り増しで交換できる。Mtとの交換で高性能なロボ・パーツ・アイテムの購入や、一部惑星への渡航ができる。
また、ゲーム内で得られる通貨であるC$（コズミックダラー）をMtと交換できる方式を採用しており、リアルマネーを使わずにほぼ全てのシステムを利用することも可能。

水木一郎がテーマソングを歌っている（鋼の天使 コズミックロボ）。
2008年12月にはC21と同じキャラクターが登場する派生作品「コズミックブレイク」がサービス開始となった。

## 歴史
2005年7月21日 クローズドベータテスト開始（～2005年8月31日）
2006年2月1日 オープンベータテスト開始（～2006年3月9日）
2006年3月10日 正式サービス開始
2007年2月8日 ハンゲーム（現ハンゲ）でのサービスを開始
2020年10月1日 Steam版を10月15日より配信すると発表。
2020年10月15日 Steamでの配信を開始。

## ゲーム

### システム
射撃を行う「メインウェポン」、格闘その他を行う「サブウェポン」の二つの武器を使って敵を倒していく3DアクションRPGである。ダッシュやブースト（飛行）を駆使して攻撃をかわし、敵をサイトに納めて射撃、間合いを詰めて格闘と、ゲームのつくりとしてはベーシックなものである。
操作方法はFPS方式やゲームパッド方式などいくつか用意されており、外部ソフトを使うことでアーマードコアと同じような操作法にすることもできる。
レベルアップ
ロボットアクションゲームの中では珍しくレベル制を取り入れたゲームで、ロボはモンスターとの戦闘やミッションなどを通して経験値を得ることでレベルアップし成長していく。
初期の最大レベルは30だが、特別なアイテムを使うことで50、70と段階的に上限を引き上げられる。
ミッション
惑星にある基地で受けることができる。こなしていくことで昇格し、行動範囲がひろがるようになる。
ダンジョン（遺跡）
強力なアイテムやパーツが手に入る場所。最下層には、遺跡の主であるボスモンスターが待ち構えている。ストーリーを進める上で攻略が必須な場所もある。
パーツ収集
購入やダンジョン攻略、モンスターを倒して入手、イベントの景品により獲得、などの方法で入手することができる。多くのパーツがあればその分だけアセンブルを楽しむことができる。
アセンブル
プレイスタイルやミッション、ダンジョン攻略のためにパーツを組み替えてオリジナルロボを作る。
ロボGP
プレイヤー同士で試合形式の勝負を行い、強さを競い合う。LIGHT、MIDDLE、OPENと3種類の階級分けがなされておりそれぞれコスト制限などが違う。
2019年現在は強力かつコストが低いパーツの台頭により階級を分けている意味が薄まり、利用者が減少している。
トレード
サービス開始から長らくユーザ間でのパーツの取引ができなかったが、2008年3月26日のアップデートにてトレードシステムが実装された。
各パーツ、アイテムにランクが割り振られており、現在は一部パーツ及び一部アイテム以外はトレードすることが可能。
クエスト
NPCからの依頼を果たしていくオーソドックスな形式。昇格を行う為のミッションとは別で、クリアしなくてもプレイに支障は無い。ただし逆に、依頼の達成の為にミッションをクリアする・あるいはしていることが必要な場合もある。
依頼を達成することで、他では手に入らない特別なパーツを取得できることもある。
合成
レシピに則ったアイテムと資金を消費し、アイテムやパーツの合成と強化を行うことができる。各レシピには階級による制限が布かれ、条件以上の階級でなければ合成の実行は出来ない。

### 世界観
コズミック・ルネッサンスという世界における天使軍と悪魔軍の戦いを舞台にしている。物語の冒頭は以下のようになっている。
光あるところに闇あり。
闇あるところにまた光あり。
名も無い宇宙の彼方、『コズミック・ルネッサンス』と呼ばれる宙域には、身体は機械でも、豊かな心を持つロボット生命体、「光の民」が住んでいた。
しかし、平和なこの世界にも再び闇の軍勢の手は迫っていた。
光の英雄たち-かつての天使軍-が異次元に放逐した恐怖の暗黒彗星『ドレッドノート』が目指すは、このコズミック・ルネッサンス。
かつてこの宇宙を崩壊寸前まで追い込んだ悪魔ロボ軍団の主力が、1000年ぶりこの宙域に帰ってくるのだ！
暗黒彗星の接近は、悪魔ロボたちの封印されている異次元との壁が薄くなることを意味しており、復讐に燃える悪魔ロボたちが『コズミック・ルネッサンス』に溢れ返る日はそう遠くないだろう。
かつての英雄の意思を継ぐ、ロボたちは再び『コズミック・ルネッサンス』を守るために立ち上がった。
―――新生・天使軍の誕生である。
今、1000年の時を超えた戦いが始まろうとしている・・。

## ロボ

### アセンブル
ゲーム内のロボは、基本的に「ヘッド(頭)」「ボディ(胴体)」「レッグ(脚)」「アーム(腕)」「ブースター(推進装置)」の6つのパーツで構成され、それぞれのパーツごとにバラバラにすることができる（アームは左右で別パーツとして扱われているため、違うパーツを利用可能）。
それらのパーツを組替えることで、ある程度の制限はあるものの自由に組替えを楽しむことができる。パーツの中には武器を内蔵しているものや、他のパーツの機能を備えたものもある。
ヘッド
頭部。エネルギー（EN）の回復能力を有している。このパーツがないとロボが声を出さなくなる。女性型もある。略称はHD。
ボディ
胴体。戦闘能力や防御力、エネルギーの回復能力を有している。基本的にHPが多いものはサイズと重量が増加する。略称はBD。
このゲームでは例外を除き、1体のロボに対し3つまで取付け可能。
レッグ
脚部。歩行能力を有している。歩行能力がないとアセンブルが成立しない。基本的にサイズの小さなレッグは積載が少なく、動きが速い。逆に、サイズの大きなレッグは動きが遅いが、たくさんのパーツを積むことが可能。略称はLG。
アーム
腕部。戦闘能力や防御力を有している。武器を装備するときなどはこのパーツが必要になる。原則として腕一本につき武器一個が装備可能。略称はAM。
ブースター
推進器となるパーツで、飛行能力を有している。飛行能力がないとアセンブルが成立しない。基本的に複数のボディがある場合はブースターも複数取り付けられる。略称はBS。
ジョイントパーツ
ヘッドとボディの間やボディとレッグの間、ボディとアームの間等、文字通り「ジョイント部分」に挟み込む事が出来る特殊なパーツ。略称は〇○J（○○には対応する部位の略称が入る。BDJは無い）。
パーツによって様々な効果がある。比較的軽量なものが多く、かさばりにくいのが特徴。
元々はコズミックブレイクで登場したパーツ形式であり、逆輸入された形になる。
チューニングパーツ
ロボの性能を強化するパーツ。ロボ1体につき2つ装備可能。
HP最大値を増加させるもの、重量を減少させるもの、ブースターエフェクトを変更するものなど効果は様々。
オーラカートリッジ
AURA(オーラ)システムを発動した際にロボの性能を強化するカートリッジ。ロボ1体につき1つ装備可能。
パーツ強化により5段階まで強化可能。5段階目の強化で「オーラ解放時に特殊な動き」が出来るようになる。
ボイスメモリ
ロボの出撃時などに発生するボイスを変更するカートリッジ。ロボ1体につき1つ装備可能。
変わるのはボイスのみで性能には一切影響は無い。ボイスを無くすボイスメモリも存在する。

### スキンエディット
このゲームにはゲットアンプドR同様、スキンエディットシステムが実装されている。
スキンエディットシステムとは3Dモデルのテクスチャを編集する機能である。アセンブルによる自由なパーツの組み合わせと合わせることで、2つとないオリジナルロボットを作成することができる。なお、スキンはコズミックブレイクの同型ロボパーツとの一部共有が可能。
スキンの配布
作成したスキンはファイルとして出力して保存することができる。また、出力した保存ファイルを読み込むことにより、過去に作成したスキンや他のプレイヤーが作成したスキンを利用することができる。
このシステムを利用し、個人サイトやアップローダーで作成したスキンを公開しているプレイヤーも多い。
スキンコンテスト
スキンシステムを利用したスキンコンテストが公式イベントとして行なわれている（下記）。入賞者にはゲーム内通貨や電子マネーなど豪華な景品が贈られた。
コンテストの形式はスキンを施したロボが入ったスクリーンショットを応募する形式で、コンテストごとに「テーマ」がありそれに沿った作品を募集している。
また、ユーザ主催のスキンコンテストも頻繁に開催され、多くの参加者を集めている。
- ログインカップデザインアワード 2006年2月22日 ～ 2006年2月27日
- 冬季ペアスキンコンテスト 2006年11月10日 ～ 2006年11月29日
- 株式会社Softgarage協賛 コズミック・ロボスキンコンテスト 2007年6月8日 ～ 2007年7月13日

スキンシステムの問題点
当システムの問題点として、他のプレイヤーの作成・配布しているスキンに手を加えた物を、無断で「自作スキン」として発表し、スキンコンテストの参加や個人サイトでの配布を行なってしまうといった盗作事件が過去にあった。

## 惑星
C21では様々な環境の惑星を行き来し、ミッションやダンジョン攻略などをこなしていく。それぞれの惑星にはプレイヤーの役に立つ施設や個性的なダンジョンなどが存在する。
2022年2月7日現在で実装されている惑星は以下の15惑星（通常10+特殊5）。その他、存在は言及されているがフィールドとしては実装されていない星が2つ存在する。
緑と水の惑星ポイーン
コズミック・ルネッサンス第1惑星。
平原・海岸・山脈などが広がっている。最深部に行くと、密林を模したマップがある。
最初にプレイヤーがやってくる惑星で、最も初心者向けの惑星。基本的な操作や環境はこの惑星で覚えることになる。
また、ポイーンの中心点『ポルドシティ』及び『ポルド基地』では、主にトレードの取引が盛んであり、多くのロボットでにぎわう。
年越しなどはC21の中心の惑星としてプレイヤーが集まる。
荒野の惑星ゲルニア
コズミック・ルネッサンス第2惑星。
褐色の大地が広がり、ポイーンのようなのどかさはなく、逆に寂しい感じに見える。
初期から行くことの出来る惑星の一つ。多くの施設が存在するが全体的にレベルが低く、長期滞在するプレイヤーは少ない。
比較的初期から複数のダンジョンが存在している惑星でもある。
2009年4月2日のアップデートで地下世界である「ゲルニア地下」が実装された。
ゲルニア地下はベネブをも凌ぐ難易度となっており、NPC達も各惑星から選りすぐったエリート兵士が集められているという設定になっている。かなりゲームを進めて条件を満たさないと入ることができない。
砂の惑星ガルド
コズミック・ルネッサンス第3惑星。
どこまでも広がる砂漠が特徴。サボテンやサソリなどをモチーフにしたモンスターが生息している。
初期から行くことの出来る惑星の一つ。マップや施設の数は若干少ないものの、中級者に人気のダンジョンがあるため多くのプレイヤーが滞在している。
2010年4月より、難度が非常に高いダンジョンが追加された。
氷の惑星デゴ
コズミック・ルネッサンス第4惑星。
見渡す限りの白銀の世界。ペンギンやトドなど雪国のモンスターが生息している。奥地には高いレベルのフィールドもある。
ゲームをある程度進めて一等兵に昇格しないとこの星には行くことができない。
長期滞在よりは昇格や肩慣らし、ダンジョンのドロップ品を目的にすることが多い星。
実装後しばらくはダンジョンが存在しておらず、ベネブ実装より後に追加された。
炎の惑星ベネブ
コズミック・ルネッサンス第5惑星。2007年7月25日実装。
火山と溶岩が広がる惑星。恐竜型モンスターなどが生息している。マップのいたるところに溶岩があり、誤って転落すると大きなダメージを受けてしまう。
ゲームをかなり進めて軍曹に昇格するか、Mtを使用しなければ行く事が出来ない。軍曹以上はゲーム内通貨で渡航可能。
敵の強さはデゴまでの惑星とは比較にならず、上級者でもロボを容易に破壊されてしまうほど。一方でモンスターが落とすパーツは高性能であるため、多くのプレイヤーがパーツを求めて集まる。
忘却の惑星ダスド
コズミック・ルネッサンス第6惑星。2008年3月26日実装。
謎に包まれた惑星で、ロボの残骸やパーツが多く漂着する。最近になってようやく惑星間シャトル航路の開拓がなされた。
ベネブと同じく階級が軍曹以上であればゲーム内通貨で渡航することができるが、それ以下の場合はMtを使用しなければ渡航できない。
独自に進化を遂げたモンスターや、大質量の飛行物体が観測されている。強力なボスモンスターが出現するフィールドが多いのが特徴。
この惑星は敵がパーツを落とす確率が極めて低い。
ペイントストアでは、ダスディアンというNPCの固有カラーパターンである「DASDIAN」を使うことができる。
異郷の惑星ガスター
コズミック・ルネッサンス第7惑星。2010年12月22日実装。
ゴッドウェイ調査の最中に航路が開拓された。渡航には階級が「中尉」以上である必要がある。
これまでの惑星とは異なり、どこか河童の里などと似た雰囲気を感じるアジアンテイストな惑星。出現するモンスターも提灯や獅子舞、牛鬼などをモチーフとしている。
第6惑星ダスドでその存在が言及された帝国軍が本格的に行動を展開しようとしており、ミッションでは悪魔軍を前に度々帝国軍と共同戦線を張ることになる。
ペイントストアでは、ガスター天使軍兵のカラーである固有カラーパターン「KURENAI」を使うことができる。
最終惑星ゴッドウェイ
コズミック・ルネッサンス第10惑星。2009年4月2日に部分実装。
惑星全体にミストと呼ばれる霧が発生しており、触れると溶岩以上のダメージを受ける。このミストによってシティやロボに被害が出ており、多くのエリアは寂れている。
ダスドからシャトルが運行しているが乗車賃がずば抜けて高く、さらに階級が「中尉」以上でないと渡航できない。
天使軍エリート兵への選抜試験が行われており、合格することで様々な権限が手に入る。また最先端の研究施設が存在し、強力な武器や天使軍の制式機体がエリート兵向けに提供されている。
存在する敵モンスターはポイーンの「ファットマニモ」の10倍以上の耐久力がある「ミストマニモ」など。
実装からかなりの期間が経つが、2022年現在も開拓は進んでいない。
ペイントストアでは、ゴッドウェイ天使軍兵のカラーである固有カラーパターン「MIST」を使うことができる。
超巨大兵器惑星ヘブンズゲート
コズミック・ルネッサンスの宙域に存在する、超古代文明が建造した巨大兵器。2013年7月25日実装。
名前通り兵器であり本来は星ではないが、規模が凄まじい上に重力と大気を持つことから惑星扱いとなっている。1000年前、旧天使軍はこれを用いて暗黒彗星ドレッドノートを追放した。
渡航するにはゲルニア地下の高難度ダンジョン「ヘブンズタワー」を攻略するなど、複数の条件を満たす必要がある。
悪魔軍によって制御中枢が占拠されており、内郭に通じる地下、海底、陸路、空の全てが支配下に置かれている。
セキュリティロボが悪魔軍の戦力として利用されており、いずれも威力や射程に優れる攻撃を繰り出してくる。特定の状態異常をかけないと倒せない敵も居るため非常に厄介。
攻略難度は高いものの、ここで入手出来るパーツはマニモdeガチャの景品に匹敵するほど強力。
常夜の惑星ネラ
コズミック・ルネッサンス第9惑星。2019年8月8日実装。
フロウィ同様に長らく正式サービス後は存在に触れられていなかったが、2019年6月開催のイベントミッションの舞台として登場していた。
恒星の光が届かない為、常に夜のように暗く草木や大地も荒れ果てている。惑星の至る場所に墓地が建てられており、その一部は過去の宇宙大戦の戦没者たちが眠っている物だと伝えられている。
ベネブと同じく階級が軍曹以上であれば渡航することができる。
スランバーと呼ばれる謎の病が流行っており、感染者の多くは既にコアが停止した、いわゆる死人である。スランバー化した敵へは通常の武器によるダメージが大幅に軽減されてしまう。
この惑星には独自の国家が存在し、天使軍は現地の国家騎士団である「ガデル騎士団」と協力して侵攻している悪魔軍へ立ち向かう事になる。
ペイントストアでは、スランバー化したNPCなどのカラーである固有カラーパターン「SLUMBER」を使うことができる。
余談だが、コズミックブレイクの派生作品である「コズミックブレイク ソラの戦団」において、別設定ながらC21より先に登場していた（あちらでも同じく夜の惑星）。

### 特殊惑星
通常のシャトルではなく、課金通貨を使わないと乗れないシャトルや渡航用アイテムを使わないと行けない惑星。
共通してストアやガレージなどの施設や安全区域が存在せず、ダメージの回復は基本的にアイテム頼みとなる。宇宙港も無いため、安全に帰還するには特定のアイテムが必要。
謎の惑星バルチャー
緑と水が多い惑星で、見た目はポイーンによく似ている。2007年6月27日実装。シャトルで渡航するには課金通貨が必要。
「ブーチャー」というハゲタカ型モンスターの亜種が多数生息している。また、奥地にはカッパ型のモンスターが生息する江戸時代の日本のような雰囲気のマップが存在する。
高いHPを誇るモンスターが多く、一度に出現する数もかなり多いので難易度は高いが、それに見合った高性能なパーツが入手できる。
2008年6月25日のアップデートで新たに難易度の高いフィールドと新武器が追加された。中でも、特定の種類のモンスターを狩り続けられるフィールドは早くも人気が出ている。
2021年8月19日のアップデートでディープバルチャーという別バージョンが実装。こちらは課金通貨を使わないと渡航出来ない。主な相違点はモンスターの大幅な強化、新規突発ミッション、一部エリアの一方通行制限削除。
暗黒小惑星シャーオック
悪魔軍の中継基地として利用されている小惑星。2007年12月26日実装。シャトルで渡航するには課金通貨が必要。
非常に多彩な種類の悪魔軍ロボが多数うろつく危険な星。閉鎖されていたガルド・デゴ間のシャトル航路を調査していた天使軍諜報員により発見された。
ここにいる敵からしか入手できない、特別な価値があるパーツや武器が多く存在する。
資源惑星プーシャ
溶岩のあるフィールド、水辺のフィールド、森のフィールドなど環境が多様な惑星。2009年3月12日実装。シャトルで渡航するには課金通貨が必要。
資源惑星というだけあって合成の素材アイテムを入手しやすく、モンスターを倒した際の経験値やドロップ金額も中々高い。この惑星でしか手に入らない素材も存在する。
各フィールドは難易度別にA、B、Cに分割されている。
余談だが、バルチャーに現れるカッパ型モンスターの廃村が存在する（河童は現地民の猿型ロボ「モンキーガ」によって駆逐された）。
巨大惑星ギガス
独自の進化を遂げたモンスターが生息する惑星。2010年7月22日実装。
ゴッドウェイを調査するためにポイーンを発った観測隊が、シャトルのトラブルにより不時着したことによって発見された。
難易度はEASY、NORMALの2段階があり、モンスターのステータスやドロップ品などが異なる。
超巨大なモンスターロボが出現する。これらの敵の耐久力は異常極まりなく、攻撃も激しい。
この惑星に行くには、基本的にポイーンのポルドシティ、ベネブのノカルブシティに売っている特定のアイテムを使わなければならない。アイテムはゲーム内通貨で買える。
安全区域や宇宙港が無い点はバルチャーなどと同じだが、こちらはゲーム内通貨だけで渡航できる点が異なる。また、安全に帰還できるアイテムは店で売っている。
戦場惑星アルモス
領土を広げようとする悪魔軍とそれを阻止しようと天使軍が戦っている星。2010年9月9日実装。
「パワーバランスケージ」などの独自のシステムが存在している。強力な磁場によってなかなか仲間と合流できない設定があり、ゲージが天使軍優勢でないと入れないエリアがある。
渡航にはゲーム内通貨で買える特定のアイテムが必要。安全区域や宇宙港は無い。一方で安全に帰還できるアイテムは特定のNPCが売ってくれる。
アルモスSPという別バージョンも存在しており、こちらは課金通貨を使わないと渡航出来ない。主な相違点はパワーバランスゲージの減少速度、特定のロボパーツのドロップ率、ダンジョンのクリア報酬。

### 異次元惑星
狭間の欠片を渡航費用として払うと行くことが可能な所謂パラレルワールドの惑星。
フィールド内は一部を除いて全てダンジョンとなっている。
崩壊の惑星ポイーン
2016年8月10日のアップデートで実装された最初の異次元惑星。
悪魔軍によって支配された惑星ポイーンであり、緑が無くなり空も暗くなって荒れ果てた惑星と化してしまい、シティや基地も悪魔軍の拠点へと変えられてしまっている。
ポルド遺跡の地下司令部には惑星ポイーンを支配した悪魔軍の指揮官･デモウロシスがいる。
河童の惑星ゲルニア
2016年12月27日のアップデートで実装された第二の異次元惑星。
名前の通り、カッパによって支配された惑星ゲルニア。現地にいた天使軍は壊滅し、一部はカッパの召使として働いている。
2017年12月28日には密林のゲルニア地下、2018年8月9日には記憶操作のヘブンズタワー、同年12月28日にはアクリル決戦拠点がそれぞれ実装された。
砂雪の惑星デゴ
2017年8月10日のアップデートで実装された第三の異次元惑星。
惑星デゴと惑星ガルドが惑星衝突で融合し、惑星デゴのエリアは砂漠化し惑星ガルドのエリアは氷雪地帯となっている。
天使軍は惑星衝突の影響で壊滅し、シティや基地もボロボロになってしまっている状態にある。

### その他の惑星
ゲーム内で存在が言及されている（または過去にされていた）が、未実装の惑星。
惑星フロウィ
コズミック・ルネッサンス第8惑星。
2022年現在は存在に触れられていない。
暗黒彗星ドレッドノート
悪魔軍の故郷である巨大彗星。
かつて旧天使軍がヘブンズゲートを用いたことによってコズミック・ルネッサンスから追放されたが、1000年ぶりに再び戻ってきた。
惑星としては実装されていないが、ADFセントラルベースで受けられるVRミッションの1つで舞台となっている。

## 施設
シティ
補給、ロボットの構成や色の変更、アイテム/パーツの購入などを行なうことが出来る。また、プレイヤー間での交流の場でもある。
基地
ミッションを受けることの出来るミッションセンターが存在する施設。また、シティと同じくプレイヤー間での交流の場に利用される。
宇宙港
他の惑星へ行くことの出来る施設。シャトルの運行が時間で管理されており、すぐ発射する便が無い場合は出発するまで待たなくてはならない。
ダンジョン
モンスターとの戦闘を目的にした施設。ゲートを通して入ることができ、ゲートに入ったプレイヤーだけで1つのマップが構成される。複数のプレイヤーが同時にゲートに入ると同じマップへ転送されるため、他のプレイヤーとの共同攻略も可能。
1マップごとに出口のゲートがあり、ゲートに入ることで次のマップに進んでいく。
遺跡ごとに決められた最後のマップまで到達するとボスモンスターとの戦闘を行う。基本的にはボスの撃破もしくは戦闘開始後一定時間の経過によって自動的に脱出するが、エスケープゲートというアイテムの使用によっても脱出が可能。
全滅した場合、遺跡内で入手したパーツ、アイテム、経験値は失われてしまう。
演習場
プレイヤー同士で模擬戦を行なうことが出来る施設。
A・B・C・Dの4チームがあり、好きなチームに参加し自由に模擬戦を楽しむことが出来る。
模擬戦で破壊されたロボットは、演習場を出るか全機撃墜されることで自動的に復活する。アイテムの使用は制限されている。
危険区域
プレイヤー同士で戦闘を行なうことが出来るエリア。チームなどは無く完全なフリーバトルを楽しむことが出来る。反面、迷い込んでしまった場合問答無用で攻撃される危険もある。
規約違反行為として入口付近での待ち伏せなどが問題視されていたが、エリア移動後の無敵時間が設定され現在は解決している。
ロボGP
チーム制の試合を行なうことが出来る施設。勝利したチームのプレイヤーに経験値が与えられる・アイテムの入ったボックスが出現するなど、対戦に特化した仕様になっている。
かつては各惑星にロボGPのアリーナ施設が存在したが、現在はログイン先サーバの選択画面で選ぶことができるロボGP専用のサーバに統合されている。
天使軍本拠地　ADFセントラルベース
小惑星帯で発見された古代遺跡を利用して建築された天使軍本拠地。2013年4月25日実装。
各惑星の基地と相互にリンクしており内部には各種施設が配備されている他、天使軍の中央指令室がある。
ミッションセンターでは悪魔軍との過去の戦闘を仮想空間で追体験することになる。
ペイントストアでは固有カラーパターンとして元総司令のカラーである「DAIN」、シャインバスターのカラーである「BUSTER」を使うことができる。

## スタッフ

### GM（ゲームマスター）
C21では、GM（ゲームマスター）と会話（チャット）ができる数少ないオンラインゲームのひとつである。
GMは専用のパーツを装備しており、アイコンがGMのマークになることで区別される。チャット発言が緑色の文字で表示され、他のプレイヤーにはできない特殊な行動を行うことが出来る。
主にイベント開催時に現れイベントの進行などを行っている。
GMの運営する公式ブログであるC21GMブログがありアップデートやイベントの情報などを配信している。
活動中のGM一覧
- シアルル（GM専用機、ピンク色、時々中身が違う様子）
- アンニョロ（GM専用機、赤色）
- エクスタス（GM専用機、黄色、天使軍の司令官だったがあまり見かけない）
- ムーク（GM専用機、黒色、苦労人　むっつりすけべ）
- コディーノ（GM専用機、濃い青色）
- ボールス（GM専用機、レモン色）
- ウリエン（GM専用機、水色＋赤色）
- アーキー（GM専用機、紫色＋オレンジ色）
- フォーガル（GM専用機、水色＋白色）
- シルフェ（GM専用機、水色）
- アラハド（GM専用機、色不明、未実装パーツドロップ騒動の際に登場し対処した）
- リメーラ（GM専用機、黒色＋紫色）
- フィネガス(GM専用機、白色)
- 他

過去に活躍したGM一覧
- ザビエル　(GM専用機　左手に聖書、右手に槍を装備、目は充血、初期に登場、プレイヤーに絶大な人気があったが殉職。

　　　　　　現在も、復活を望む声が多い。）

### キャスト
GM以外のCS社員がゲームに参加することがあり、それらはキャストと呼ばれる。
アイコンがC21のロゴになっており、専用のロボでなく一般プレイヤーと同じロボを使用していることが特徴。
GMとの活動の違いは、プレイヤーとの交流を中心に活動することで、多くのエリアで見回りを行っている点である。
キャスト一覧
- ベイリン（最初に現れたキャスト。最近はあまり見かけなくなった）
- マース（青い機体を好んで使う社員。同じく、最近はあまり見かけなくなったが、最近GMラジオに出演した）
- ルイス（サイバーステップの社長。ケンタッキー。頭部を河童に換装した航空型ロボが愛機）
- フルー（このキャストだけ、特殊な機体を使っていたことがある。）
- サマンサ（ツアー進行をよく行う社員）
- アルヘナ（あらあら～♪が口癖の社員。いわゆるトラブルメーカーの1人）
- エニフ（突発ツアーやイベントを開催することが多い社員。社員権限を多く使用する。2019年現在公式Twitterでの広報を担当）
- ポルックス（うろたえてばかり）
- フォーマルハウト（エニフと一緒に現れることが多い）
- アルケナー（アルヘナとは別人）
- ジュバ（プレイヤーに人気が高い。エニフとは犬猿の仲）
- ユノラ（GMラジオに出演した）
- シェアト
- アティク

## タイアップ企画
タイアップ企画でジャイアントロボ、コレジャナイロボ、メダロットと提携している。ゲーム内でそれらのロボを使用して戦うことも可能。

### GRシリーズ
内蔵武器の威力が尋常ではなく、ゲームバランスを崩してしまった為一時的に販売停止になった。その後、2007年8月29日のアップデートより、大幅パワーダウンした形で販売を再開し、購入済みのプレイヤーには購入額の半額ほどのゲーム内通貨によるキャッシュバックが行われた。
2023年7月6日の定期メンテナンスにて販売が終了となり、入手が不可能となった。
- GR-1（2007年8月29日、攻撃力の大幅修正）
- GR-2（2007年8月29日、ENの消費率上昇、攻撃力修正）
- GR-3（2007年8月29日、ENの消費率上昇、攻撃力修正）
- GR-4（2007年8月29日以降の発売のため修正なし）

### コレジャナイシリーズ
攻撃時に「コレジャナイ」の文字が現れたり、ブースターのエフェクトがロボの顔であったり、遊び心満載のネタロボとして登場。期間限定の配布であった為、長らく入手する方法が無かったが、2008年4月30日のアップデートよりこれらのロボットのパーツの交換が可能になり、入手が可能になった。今ではLGなどが高めのレートで取り引きされている。
しかし、2009年4月2日のアップデートにより、HP、EN、EN回復量、移動系能力が下方修正された。
- コレジャナイロボ（2007年7月9日～2007年8月13日　第1弾コレジャナイキャンペーンでパーツ配布）
- コレジャナイロボ（敵）（2007年8月1日～2007年8月31日　第2弾コレジャナイキャンペーンでパーツ配布）

### メダロットシリーズ
BDパーツに固有のチューニングパーツである「メダル」を装備出来たり、攻撃武装のあるメダロットのパーツで攻撃する事で溜まる、専用のゲージを消費する事で放つ「メダフォース」を搭載している。
- メタビー
- ロクショウ
- セーラーマルチ
- アークビートルD
- ティレルビートル

## 問題点

### 運営
毎月21日の公式イベントVSサイバーステップでは、サーバーの過剰な負荷によるトラブルが頻繁に発生しており、過去にイベント中にサーバーダウンが発生しイベント直前までデータが巻き戻った事例がある。運営側はサーバーダウンした際には謝罪し、イベントの勝者を無条件でプレイヤー側とし、Mt販売のアイテムを提供するなどの謝罪対応をとっている。
　一部の社員(GMやキャスト)が誤情報を流布したことでプレイヤーに混乱が発生したことがある。
通常フィールドにおけるアイテムドロップ率・各種パーツの仕様などをプレイヤー側に通知しないまま変更する、などの問題点が指摘されている。

 マニモdeガチャ 
2007年12月に20Mtで購入できる、ロボパーツやアイテムのくじ引きマニモdeガチャが実装された。
マニモdeガチャでは、ガチャ限定かつ期間限定でロボパーツやアイテムをランダムで販売するようになっている。
従来はロボットは一体セットで50～100Mtで入手できたが、マニモdeガチャでロボを入手する場合全パーツを揃えるために数倍のMtがかかるようになった。
また、新しく実装されるロボの大半がガチャでしか手に入れられなくなった。
ガチャで入手できるアイテムにチケットというものがあり、種類のそろったものを数枚集めることでアイテムと交換できるが、ある程度のランダム性があるため二重にくじ引きさせているとの批判の声がある。
 マニモdeガチャSP 
 マニモdeガチャ と同じようなシステムになっているが、一回回すのに50mtも掛かるが、ロボが一式又はチューニングパーツのセットかアイテムのセットのどれかが出るという価格が高い分 マニモdeガチャ より豪華な内容になっている。

### 開発
一部のパーツの性能が突出して高すぎるなどゲームバランスの問題が指摘されている。

　2007年中ごろよりロボデザイナーが交代したが、デザイン性が違うため既存パーツとの組み合わせが不自然なロボが実装されるようになった。またスキンの書き換えが著しく困難なロボが実装されるようにもなった。

　社長がブログの中で「毎週アップデートする。」という発言があり、この発言以降毎週アップデートがおこなわれるようになった。しかし、アップデートが「サーバーの安定化。」のみの週が出るようになったり、アップデートで細かいバグが発生し、これの修正が来週のアップデートとなることがあった。

　VSサイバーステップなどでよく起こっていたラグが、イベントが行われていなくても頻発するようになった。以前よりラグ問題に対してはサーバーの強化やプログラムの改善を行うためのアップデートを随時実施し対策を行ってきたが、改善するどころか座標ずれまで頻発するようになってしまった。

　ゲームクライアントの改善には非常に後ろ向きである。

　Windows版ではログインして長時間放置するか、イベントでプレイヤーが一つのエリアに集結して乱戦を繰り広げる等を繰り返していると徐々に操作の反応が鈍くなり、挙句の果てにクライアントが応答なしと表示されてフリーズしてしまう。反応が鈍くなる現象はβテストの頃から確認されているが、改善は全く見られない。

　Windows版において、2014年あたりからATi(現AMD)社製グラフィックスRadeonシリーズで起動しなくなる問題に対して黙秘を続け、2020年秋にIntelグラフィックスの表示不具合の解消と同時にRadeonシリーズでも正常に起動するようになった。

　Mac版クライアントは2009年の提供開始からJAVA6(32bit版)のままである。2020年現在C21を遊ぶにはJAVA6をサポートしているバージョンのOSにダウングレードする手間が生じている。

　2014年05月29日の更新でワイド画面機能が実装された。正確には16:9のワイド画面での表示に対応したのだが、ロボットを操作する際に表示される3Dフィールドの表示範囲が広がっただけで、ガレージやショップといった施設内の画面は4:3のままでワイド表示の際には余った部分に黒帯が表示される。

### プレイヤーモラル
2007年2月にゲームポータルサイトハンゲームと提携したことから、情操教育を受けていない幼年層の割合が激増した。その結果、ゲーム内でのマナー悪化が顕在化し、現在に至っている。特に、高性能なパーツないし武器を用いて、フィールド内の別プレイヤーに対して妨害を行う、或いは横取り行為を行うなどの行為が目立つ。また、危険区域や演習場において下位プレイヤーへの一方的な攻撃が行われることもある。

運営が明らかな迷惑行為であると判断したプレイヤーに対してアカウント停止等の処罰を行っている。プレイヤー自身がそういったプレイヤーから被害を受けない為には、迷惑行為を行うプレイヤーを避けるか、遭遇した際に自衛行動を採ることが求められる。

　また、トレード機能の実装およびMtトレード機能の追加実装に伴い、詐欺事件が多数発生している。予め取引する商品を相手に見せておき、トレード寸前に入れ替えるなどの手口でMtないしレアパーツを騙し取る手口が多く、これらのトラブルについて自己防衛は勿論のこと、システム自体の修正・改良が強く求められている。2008年9月に「不適切なトレードが発生しているため」としてMtトレードの凍結が実施されMtのトレードを行うことができなくなった。

　詐欺の一因として、取引画面上にはパーツやアイテムのアイコンは一覧に表示されるが、名前はそれらのアイコンにマウスカーソルを合わせてポップアップを表示させないと確認できない煩わしさがある。アイコン自体が名前の代わりにひと目で判別可能なものであればさほど問題にはならないが、C21の場合は使い回しのアイコンが少なくないので物によっては非常に紛らわしい。これらに対して取引する物品の提示・取り下げの記録を表示するウィンドウや、取引結果がチャットログに記録される対策が施されたが、アイコン優先の画面設計は改善されないままである。

　また、国外から参加しているプレイヤーもチラホラ見られ、一部の同プレイヤーによる迷惑行為が報告されている。

　2011年4月7日～17日(現地時間)の間、北米版クローズドβが行われた。その際に日本の公式ページで告知を行い、更にID登録の際国籍を任意で選択できた事に加えて、日本で未実装の内容やガチャでしか入手出来ないものが無料で体験できたため、多くの日本人プレイヤーがそれらを求めて流れ込んだ。

その中で一部の日本人プレイヤーによりチャット機能による卑猥な発言の連呼や横取り行為、前述の危険区域に誘い込み複数人で初心者プレイヤーを攻撃するといったモラルに反する悪質な行為が多々確認されたため、日本国内からのアクセスは正式サービスが終わるまで制限された。

## 海外におけるサービス
かつては日本以外でもサービスが行われていたが、2015年9月30日以降は海外でのサービスはされていない。
- タイ:Digicraft社運営で2008年11月25日より正式サービス開始。2013年12月31日サービス終了。
- 韓国:サイバーステップ現地子会社の運営で2011年10月14日より正式サービス開始。2015年5月5日、ユーザー数の減少によりサービス終了。
- 北米:サイバーステップ現地子会社の運営で2011年12月27日より正式サービス開始。2012年11月30日、過疎によりサービス終了。
- 台湾:サイバーステップ現地子会社の運営で2012年11月8日より正式サービス開始。2015年9月30日、サービス終了。